# Новогригорівка (Солонянський район)
Новогригорівка — колишнє село в Україні, Солонянському районі Дніпропетровської області. Ліквідоване у 1987 році.
Знаходилося на лівому березі річки Комишувата Сура, у двох кілометрах нижче за течією від села Стародніпровське і в півторах кілометрах вище від Микільського.